# Kozielec (rezerwat przyrody)
Rezerwat przyrody Kozielec – projektowany rezerwat florystyczny o powierzchni 15 ha, położony w województwie kujawsko-pomorskim, powiecie bydgoskim, gminie Dobrcz.

## Lokalizacja
Pod względem fizycznogeograficznym projektowany rezerwat znajduje się w mezoregionie Wysoczyzna Świecka. Zajmuje strome zbocza dolinie Wisły, na zachód od drogi powiatowej Trzeciewiec – Topolno, ok. 1 km na północ od Kozielca.
Rezerwat jest położony w obrębie Nadwiślańskiego Parku Krajobrazowego.

## Charakterystyka
Projektowany rezerwat obejmuje cenne stanowiska roślin kserotermofilnych i ich zespoły porastające skarpy Doliny Fordońskiej. 
Najcenniejszym gatunkiem jest len austriacki, narażony na wyginięcie, umieszczony w Polskiej Czerwonej Księdze Roślin. W murawach występują również takie gatunki jak: zawilec wielkokwiatowy, centuria pospolita, goryczka krzyżowa, wilżyna ciernista, ostrołódka kosmata, ośmiał mniejszy, szałwia omszona, pierwiosnek lekarski i inne.

## Szlaki turystyczne
Ok. 3 km na wschód od rezerwatu przebiega  pieszy szlak turystyczny „Nadwiślański” Bydgoszcz Leśna – Świecie (52 km). Podążając nim pieszo lub rowerem można zwiedzić rezerwaty rozlokowane na lewym zboczu Doliny Wisły: 
1. Kozielec
2. Parów Cieleszyński (projektowany rezerwat krajobrazowy),
3. Ostnicowe Parowy Gruczna (stepowy)

Do ciekawych formacji należą również: użytek ekologiczny „Prodnia” w miejscu maksymalnego zwężenia Doliny Dolnej Wisły, w miejscowości Jarużyn oraz pomnik przyrody „Jaskinia Bajka” w Gądeczu.